# 최수호 (뮤지컬 배우)
최수호(1986년 3월 10일 ~ )는 대한민국의 뮤지컬 배우다.

## 방송
- 더블 캐스팅 (2020) - Top71

## 공연
- 날개잃은 천사 (2017)
- 천로역정 (2018)